# Republika Łokocka
Republika Łokocka, również Łokocki Okręg Autonomiczny (ros. Локотское самоуправление) – wydzielony z obszaru ZSRR okupowanego przez Wehrmacht rejon autonomiczny lub quasi-państwo, w całości administrowane przez Rosjan. Istniało w okresie od jesieni 1941 do lata 1943. Teren Republiki Łokockiej obejmował początkowo jedynie gminę Łokoć w obwodzie briańskim. W szczytowym okresie obszar republiki wynosił 10 280 km² i był zamieszkany przez ok. 1 700 000 obywateli.
Współcześnie wśród rosyjskich historyków i publicystów trwają silne spory dotyczące stosunku do Republiki Łokockiej, bowiem istnienie tego administrowanego przez ludność rosyjską tworu państwowego, jawnie podważało nazistowskie teorie rasowe oraz politykę eksterminacyjną III Rzeszy na okupowanych terenach Związku Radzieckiego.

## Powstanie Republiki Łokockiej

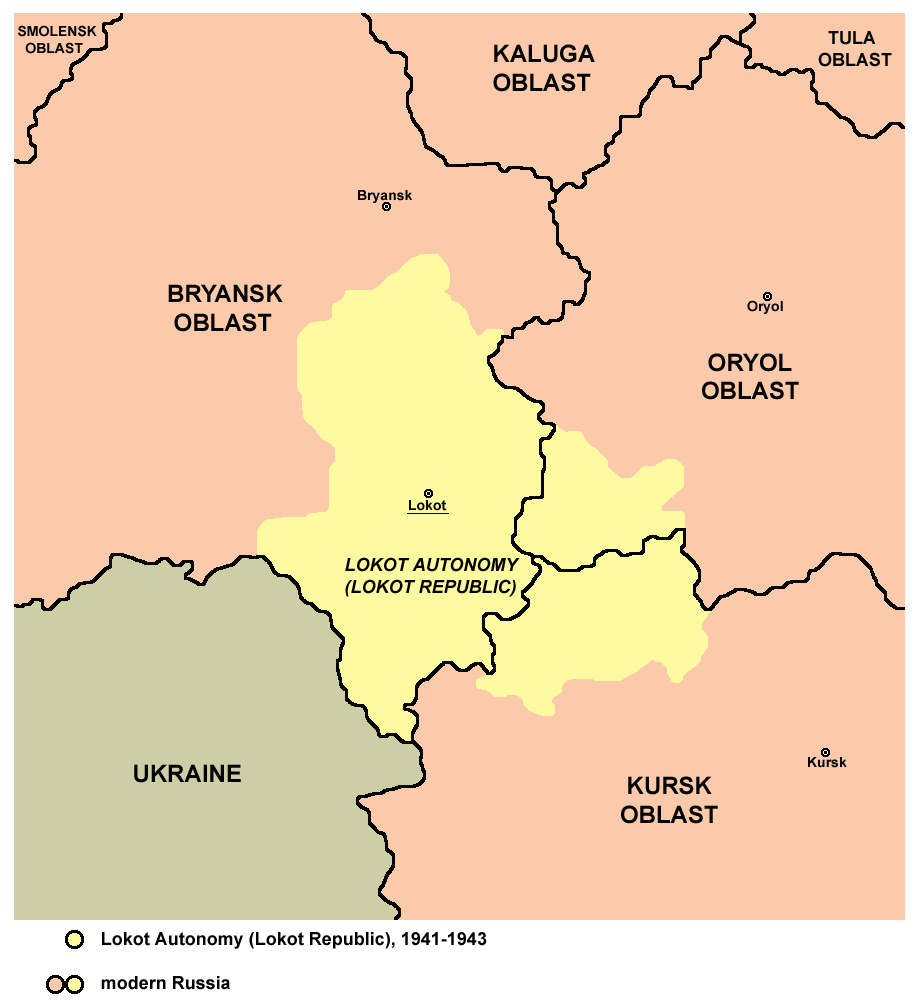
Obszar zajmowany przez Republikę Łokocką

4 października 1941 zwiadowczy oddział niemieckich motocyklistów wjechał do niewielkiego osiedla fabrycznego Łokoć, położonego w rejonie brasowskim obwodu briańskiego. Kilka dni później miejscowość została zajęta przez główne siły 2. Armii Pancernej Wehrmachtu. Dowództwo niemieckich oddziałów wojskowych wyznaczyło na starostę zajętego obszaru Konstantina Woskobojnika, byłego nauczyciela fizyki miejscowego technikum leśno-chemicznego, który w połowie lat 30. XX wieku odbywał karę zesłania na Syberii. Byłych zesłańców i represjonowanych przez władze stalinowskie kułaków w okolicach Łokocia było bardzo wielu, gdyż po ataku wojsk niemieckich na Związek Sowiecki, wielu z nich zgromadziło się w okolicznych wsiach, oczekując z nadzieją na przybycie Niemców. Nieoczekiwana szybkość ofensywy niemieckiej uniemożliwiła władzom partyjnym przeprowadzenie ewakuacji na wschód miejscowej ludności i dobytku. W obliczu kolejnych klęsk Armii Czerwonej chłopi zaczynali nawet tu i ówdzie dzielić pomiędzy siebie ziemię w kołchozach. Część mężczyzn tworzyła z kolei oddziały samoobrony, wyposażone w broń porzucaną przez uciekających czerwonoarmistów. Owe oddziały miały ochraniać okoliczne miejscowości przed dezerterami, bandami rabunkowymi i pojawiającymi się pierwszymi sowieckimi oddziałami partyzanckimi.
Momentem decydującym dla przyszłości inicjatywy Woskobojnika była dwutygodniowa wizyta jego zastępcy, Bronisława Kaminskiego w dowództwie 532. Obszaru Tyłowego 2. Armii Pancernej w okupowanym Orle. Kaminski roztoczył przed Niemcami obraz tysięcy Rosjan gotowych z bronią w ręku walczyć z Sowietami i pracować na rzecz swoich wyzwolicieli. W efekcie okupanci wycofali z terytorium łokockiego wszelkie swoje oddziały i komendantury wojskowe, pozostawiając jedynie niewielką grupę łącznikową. Ponadto obiecali dostarczyć powstającym coraz liczniej oddziałom samoobrony zdobyczne uzbrojenie posowieckie. W zamian władze rejonu łokockiego zobowiązały się przekazywać Niemcom określoną ilość produktów rolno-spożywczych i zwalczać partyzantkę sowiecką. W skład autonomicznego rejonu weszły południowe tereny obwodu briańskiego, zachodnie obwodu orłowskiego i północno-zachodnie obwodu kurskiego z ludnością obliczaną, według różnych źródeł, do 1,7 mln. mieszkańców.
Alexander Dallin, amerykański historyk rosyjskiego pochodzenia, w swojej książce pt. The Kaminsky Brigade 1941-1944: a case study of German military exploitation of Soviet disaffection, wydanej w 1952, starał się dowieść, że utworzenie autonomicznego organizmu administracyjnego było pomysłem samego Adolfa Hitlera. Faktycznie jednak niemieccy wojskowi, z których część okazywała pewne sympatie do narodu rosyjskiego, postanowili pragmatycznie zabezpieczyć sobie w ten sposób część okupowanych przez siebie terenów. Uznali, że sami Rosjanie będą w stanie przeciwstawić się partyzantce sowieckiej, dzięki czemu większa liczba żołnierzy trafi na front. Swoją rolę odgrywały także względy propagandowe.

## System administracyjny
8 stycznia 1942, podczas niespodziewanego ataku sowieckich partyzantów na Łokoć, został zabity Woskobojnik. Jego miejsce zajął Bronisław Kaminski, kontynuując dzieło swojego poprzednika. W odróżnieniu od dotychczasowego burmistrza wprowadził on surowe porządki na podległym terytorium. Wybujałe ambicje Kaminskiego spowodowały, że zgromadził w swoim ręku nieograniczoną władzę dyktatorską, likwidując kolegializm wprowadzony wcześniej przez Woskobojnika. W lipcu 1942, rozkazem dowódcy 2. Armii Pancernej, został oficjalnie utworzony Łokocki Okręg Autonomiczny. Jednocześnie nakazał on podległym organom nie mieszać się do wewnętrznych spraw Rosjan, ograniczając się jedynie do pomocy i doradztwa. Bronisław Kaminski otrzymał tytuł ober-burmistrza i stopień wojskowy dowódcy brygady. Na kierownicze stanowiska w swoim okręgu mianował przedstawicieli miejscowej inteligencji, m.in. Stiepana Mosina, byłego dyrektora szkoły i Michaiła Morozowa, byłego buchaltera rejonowego związku spożywczego. W ten sposób udało się utworzyć w pełni rosyjski organizm administracyjny, który faktycznie reprezentował miejscową ludność.
System władz administracyjnych Łokockiego Okręgu Autonomicznego powielał wzorce stworzone przez Niemców na pozostałej części okupowanych terenów ZSRR, z tą różnicą, że tutaj pełnia władzy znajdowała się w rękach miejscowych organów samorządowych. Okręg dzielił się na 8 rejonów na czele z zarządami rejonowymi kierowanymi przez burmistrzów. Stolicą Okręgu była miejscowość Łokoć, która otrzymała prawa miejskie. Łokocki zarząd rejonowy składał się z oddziału samorządowego, kancelarii burmistrza, oddziału policji, oddziału agitacji i propagandy, oddziału administracyjnego, oddziału pracy, oddziału wojskowego, oddziału oświatowego, oddziału zdrowia, oddziału spraw socjalnych, oddziału prawnego, oddziału kontroli państwowej, oddziału rolniczego, oddziału handlowego, oddziału przemysłowego, oddziału finansowego i oddziału drogowo-transportowego. Podobna struktura dotyczyła pozostałych zarządów rejonowych. Każdy rejon dzielił się na 5–6 wołości (odpowiednik polskiej gminy), kierowanych przez zarządy gminne. Na czele wsi stali starostowie, który byli wybierani w powszechnych wyborach wszystkich mieszkańców danej wsi. Element ten zdecydowanie różnił system administracyjny Łokockiego Okręgu Autonomicznego od systemu obowiązującego poza jego granicami, gdzie starostowie byli po prostu mianowani przez Niemców. Okresowo odbywały się także zjazdy, na których starostowie rozpatrywali problemy zgłaszane przez miejscową ludność. Przydawało to administracji Okręgu charakteru republikańskiego. Choć cały aparat został utworzony praktycznie od zera, to kadra urzędnicza pochodziła w większości z okresu sowieckiego, dlatego wykazywała wszystkie ówczesne negatywne cechy, takie jak zbytni formalizm i przewlekłość prowadzenia spraw, aż po korupcję i alkoholizm.
Ważną rolę odgrywał ponadto system prawny, od sądów pokoju przy zarządach gminnych, poprzez sądy rejonowe, obsadzane przez burmistrzów, po sąd okręgowy, stanowiący instancję kasacyjną. Procesy odbywały się w sposób otwarty. Przestępstwami o charakterze politycznym, noszącym piętno zdrady państwa, zajmowało się kolegium wojskowe. Po przeprowadzeniu śledztwa jego członkowie przekazywali daną sprawę polowemu sądowi wojskowemu. Trafiali przed niego schwytani partyzanci, przedstawiciele miejscowej ludności wspierający partyzantkę oraz dezerterzy z oddziałów wojskowych podległych władzom okręgu. Partyzanci otrzymywali zazwyczaj karę śmierci, cywile – od trzech do dziesięciu lat więzienia, zaś dezerterzy – trzy lata z konfiskatą własności. 20 kwietnia 1943, czyli w dzień urodzin Adolfa Hitlera, Bronisław Kaminski ogłosił amnestię dla części więźniów. Inaczej ten system oceniali Sowieci, którzy – po zajęciu terytorium Łokockiego Okręgu Autonomicznego – starali się kłamliwie udowadniać, że po pierwsze, o wszelkich karach decydowali Niemcy, zaś po drugie, zdecydowana większość kar to była kara śmierci. Do ofiar podwładnych Kaminskiego byli zaliczani nawet ci, którzy zginęli podczas walk frontowych bądź nalotów lotnictwa sowieckiego. Ten sam status uzyskali także wszyscy zabici w atakach partyzanckich.

## Ideologia i propaganda

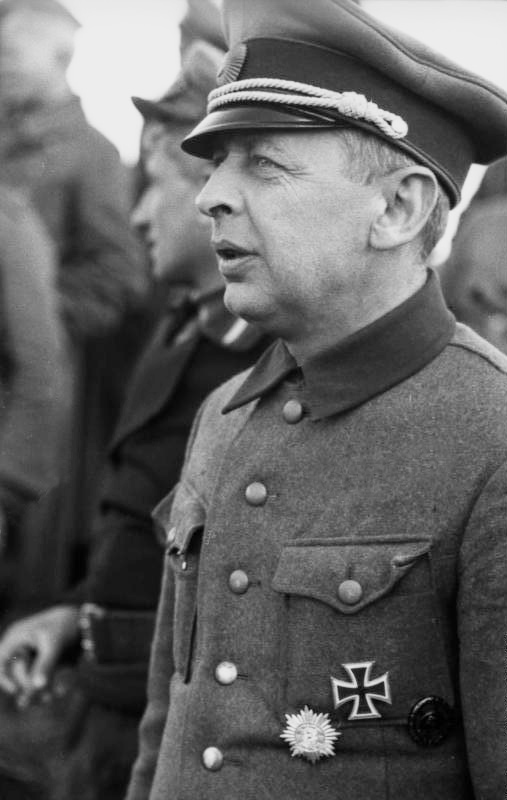
Bronisław Kaminski, od 1942 przywódca Republiki Łokockiej

Założyciele Łokockiego Okręgu Autonomicznego postanowili stworzyć system ideologiczny, który na poziomie wyższych wartości spajałby wszystkich podległych im mieszkańców. Dlatego oficjalną ideologią stał się rosyjski nacjonalizm reprezentowany przez Narodowo-Socjalistyczną Partię Rosji, powołana już pod koniec listopada 1941. W części kwestii wzorowała się ona na programie hitlerowskiej NSDAP. Jednym z ważnych elementów programowych NSPR był antysemityzm, znajdujący w miejscowych warunkach swoje odbicie w haśle żydokomuny. Zarówno Woskobojnik, jak i Kaminski dowodzili, że Żydzi przekształcili socjalizm w marksizm, komunizm i bolszewizm. Pozostałymi punktami programu było: całkowite zniszczenie w Rosji ustroju komunistycznego i kołchozowego, bezpłatny zwrot chłopom w wieczne użytkowanie odebranej im ziemi z prawem wymiany (choć bez prawa sprzedaży), wprowadzenie prawa własności prywatnej z prawem swobodnego zajmowania się rzemiosłem i przemysłem oraz budowy fabryk i zakładów przemysłowych, objęcie własnością państwową lasów, kolei, zasobów ziemskich i wszystkich najważniejszych fabryk i zakładów przemysłowych, wprowadzenie we wszystkich gałęziach produkcji dwumiesięcznego urlopu w ciągu każdego roku w celu wykonywania prac polowych, nadanie chłopom prawa bezpłatnego użytkowania zasobów leśnych dla budowy domów oraz ogłoszenie amnestii dla wszystkich komsomolców, szeregowych członków partii komunistycznej i tych komunistów, którzy z bronią w ręku uczestniczyli w likwidacji reżimu stalinowskiego. Twórcy Republiki Łokockiej liczyli na wprowadzenie swoich haseł na terytorium całego państwa rosyjskiego po wygranej wojnie przez III Rzeszę.
Jedną z pierwszych decyzji władz okręgu było założenie organu prasowego w postaci gazety „Głos Ludu”, drukowanej w Łokoci. W okresie rządów Kaminskiego pismo to stało się wręcz wyrazicielem jego kultu wodzowskiego, aczkolwiek pojawiały się także artykuły piętnujące wybrane negatywy rzeczywistości łokockiej. Ważną rolę odgrywały ponadto felietony zachwalające w duchu propagandowym sytuację wewnętrzną III Rzeszy i opisujące jej walki frontowe z Armią Czerwoną. W szczytowym okresie popularności nakład gazety doszedł do 8 tysięcy egzemplarzy (niektóre źródła podają liczbę 14,5 tysiąca egzemplarzy). Miejscową prasę uzupełniały dodatkowo gazety „Biuletyn. Organ łokockiego samorządu okręgowego” (mający bardziej formalny charakter), ukazujący się dwa razy w miesiącu i „Bojewoj put'”, przeznaczona dla żołnierzy RONA. Głównym tematem publikowanych tekstów była walka z partyzantką sowiecką i problemy ekonomiczne. Obrona przed partyzantami opisywana była jako walka z bandytyzmem. Ponadto starano się podważyć hasła sowieckie w zakresie odwoływania się przez nich do tradycji walk partyzanckich z 1812 r.
Dzięki pracy oddziału agitacji i propagandy władz okręgowych, którym kierował Stiepan Mosin, powstała sieć domów ludowych, teatrów i kinoteatrów, wiejskich klubów i izb czytelniczych. Oprócz publicznego czytania gazet odbywały się w nich spotkania propagandowe z wykładami i odczytami dla miejscowej ludności. Duże znaczenie miały różnego rodzaju uroczystości, jak pierwsza rocznica wyzwolenia od bolszewizmu, obchodzona wyjątkowo uroczyście 5 listopada 1942 w Łokoci. W mieście tym utworzono ponadto miejski artystyczny teatr dramatyczny im. Konstantina Woskobojnika, liczący ponad dwudziestu aktorów. Ogółem wystawiano do 60 spektakli miesięcznie. Wśród tradycyjnych sztuk rosyjskich pojawiały się także sztuki miejscowych pisarzy, w dużym stopniu poświęcone walce z partyzantami sowieckimi. Kilka mniejszych teatrów powstało w innych miejscowościach. Duże poparcie społeczne, jakim cieszyły się władze okręgowe u miejscowej ludności, spowodowało kontrakcję ze strony sowieckiej. W licznych wsiach i miejscowościach okręgu partyzanci i ich sympatycy kolportowali ulotki, gazetki partyjne i inne materiały propagandowe. Zwolenników Kaminskiego nazywano w nich najemnymi psami, przestępcami, trockistami czy zdrajcami. Apelowano do patriotyzmu ludności, ale starając się jak najmniej odwoływać do idei komunistycznych. W tego typu materiałach nie występowało także prawie w ogóle nazwisko Stalina.

## Szkolnictwo i ochrona zdrowia
Działalność Kaminskiego i jego podwładnych przejawiała się również w odbudowie systemu szkolnego, ochrony zdrowia i innych instytucji społecznych. Starano się powrócić do przedrewolucyjnych wzorców pedagogicznych. Przede wszystkim uznano, że nauczyciel nie ma pełnić roli aktywisty partyjnego, a być całkowicie niezawisłym w swoich działaniach wobec uczniów. Inspektorzy szkolni oceniali pracę nauczycieli jedynie pod kątem poziomu nauczania i wyników uczniów. Podstawą wychowania dzieci i młodzieży miała być chrześcijańska moralność oraz duchowa spuścizna wielkich rosyjskich poetów i pisarzy. Wobec braku innych podręczników używano jednak książek z okresu sowieckiego. Starostowie otrzymali polecenie władz okręgowych zorganizowania sieci szkół podstawowych i internatów. W rezultacie do jesieni 1942 otworzono 345 szkół, w tym 10 średnich, w których uczyło się prawie 44 tysiące uczniów. Przy niektórych z nich powołano teatralne, muzyczne i chóralne kółka zainteresowań. Ponadto w Siewsku istniały kursy dla agronomów i pedagogów.
W skład systemu ochrony zdrowia wchodziło 9 szpitali i 37 punktów ambulatoryjnych. Brakowało jednak lekarzy i sióstr medycznych, a także lekarstw. Z kolei pomoc socjalną organizowały oddziały opieki socjalnej, do zadań których należała m.in. wypłata rent i emerytur, pomoc dzieciom – sierotom i ubogim rodzinom. Dodatkową pomoc otrzymywały rodziny, które straciły kogoś w napadach partyzantów. Zimą 1942 na 1943 wzorem Niemiec władze okręgowe zorganizowały akcję tzw. zimowej pomocy, polegającej na zbiórce obuwia, odzieży, pościeli czy produktów rolno-spożywczych dla potrzebujących.

## System gospodarczy
Jednym z podstawowych zadań władz Łokockiego Okręgu Autonomicznego było odbudowanie systemu gospodarczego, mocno naruszonego z powodu zniszczeń dokonanych na rozkaz Stalina w momencie pospiesznej ewakuacji urzędników i działaczy partyjnych na wschód. Pomimo szybkiego postępu Wehrmachtu Sowietom udało się wysadzić zakłady spirytusowe w Łokoci i łopandynski kombinat cukrowniczy, czyli 2 największe ośrodki przemysłowe na tym obszarze. Straty poniosło także wiele mniejszych zakładów w innych miejscowościach. Zdarzały się jednak przypadki sabotowania stalinowskich dyrektyw (np. dyrektor jednego z niedużych zakładów spożywczych polecił wybranym robotnikom rozebranie, spakowanie i zakopanie najcenniejszych maszyn). Ponadto czasami miejscowe kierownictwo sabotowało rozkazy o ewakuacji, przeciągając prace do czasu przybycia wojsk niemieckich. W ten sposób łokockie władze miały częściowo ułatwioną sprawę. Jednym z pierwszych poleceń Woskobojnika była odbudowa zakładu spirytusowego w Łokoci, dodatkowo rozbudowanego. Ponadto uruchomiono 2 ważne fabryczki: garbarnię i zakłady obuwnicze, dzięki czemu przed zimą udało się dostarczyć mieszkańcom osiedla, jak też nowo formowanym oddziałom samoobrony, odzież i obuwie w postaci walonek. W późniejszym okresie uruchomiono m.in. 2 elektrownie i 2 warsztaty mechaniczne, gdzie remontowano pojazdy, samochody pancerne i czołgi, a także broń maszynową RONA. Taki sam proces odbywał się na całym obszarze Okręgu, co spowodowało, że jesienią 1942 pracowało tam już 249 wiatraków, w tym 32 o napędzie parowym. Najważniejszym ośrodkiem przemysłowym Okręgu był jednak Siewsk, w którym w tym okresie działały zakłady spożywcze produkujące rocznie 1,5 tys. ton masła i innych produktów, fabryka krochmalu z działem spirytusowym i produkcji melasy, suszarnia z działami krochmalnym, wódczanym, mącznym i produkcji melasy, duże warsztaty mechaniczne przeznaczone do remontów sprzętu rolniczego oraz kopalnia wapnia i cegielnia.
Dużą rolę w rozwoju gospodarczym okręgu odegrało przywrócenie prywatnej własności i inicjatywy ekonomicznej, co zaowocowało utworzeniem różnego rodzaju warsztatów rzemieślniczych we wszystkich miastach i wsiach Łokockiego Okręgu Autonomicznego. Powstawały także prywatne fabryczki. Wszyscy rzemieślnicy i właściciele zakładów mieli obowiązek wykupywać co kwartał u miejscowych władz prawo na prowadzenie swojej działalności. Kontrolę nad życiem ekonomicznym Okręgu sprawował osobiście ober-burmistrz Kaminski, doprowadzając do coraz większej centralizacji przemysłu. Szczególną rolę zajmował u niego rozwój rolnictwa, bardzo ważny ze względu na konieczność realizacji dostaw obowiązkowych dla Niemców. Zgodnie z głoszonymi hasłami władze Okręgu zlikwidowały system kołchozów, powracając do prywatnej własności rolnej. Dodatkowe ilości ziemi otrzymały ofiary kolektywizacji sowieckiej, a także urzędnicy i pracownicy administracji oraz żołnierze i oficerowie RONA. Część budynków kołchozowych przejęły władze Okręgu, urządzając w nich siedziby administracji, szkoły, szpitale, kluby wiejskie bądź np. koszary wojskowe. Ponadto zapoczątkowano tworzenie rolniczych kas oszczędnościowych. Bronisław Kaminski nie odszedł całkowicie od systemu spółdzielni rolniczych, kierujących się obecnie interesem swoich członków. W rezultacie takiej polityki rolnej plony zebrane jesienią 1942 były o wiele większe, niż w okresie sowieckim.

## Życie religijne
Działania władz Łokockiego Okręgu Autonomicznego przyczyniły się do odnowienia życia duchowego miejscowej ludności. Wielu mieszkańców Łokoci pomagało w pracach remontowych miejskiej cerkwi. Szczególnie uroczystą oprawę miało zainstalowanie krzyża na jej dachu. Z kolei we wrześniu 1942 w Siewsku odbyła się kilkutysięczna procesja z ikoną Matki Bożej. Cerkwie, chramy i domy modlitewne były otwierane we wszystkich miejscowościach okręgu. W miasteczku Nowozybkow uaktywniła się ponadto duża wspólnota tzw. staroobrzędowców. Działalność misyjną prowadzili także baptyści i ewangelicy. Władze okręgu poza ogólnym nadzorem starały się nie ingerować w działalność cerkiewną. Propaganda sowiecka z kolei prowadziła kampanię mającą odwodzić szczególnie młodzież i młodych ludzi od życia religijnego, ale była ona z góry skazana na klęskę w tej dziedzinie.

## Siły zbrojne Republiki Łokockiej

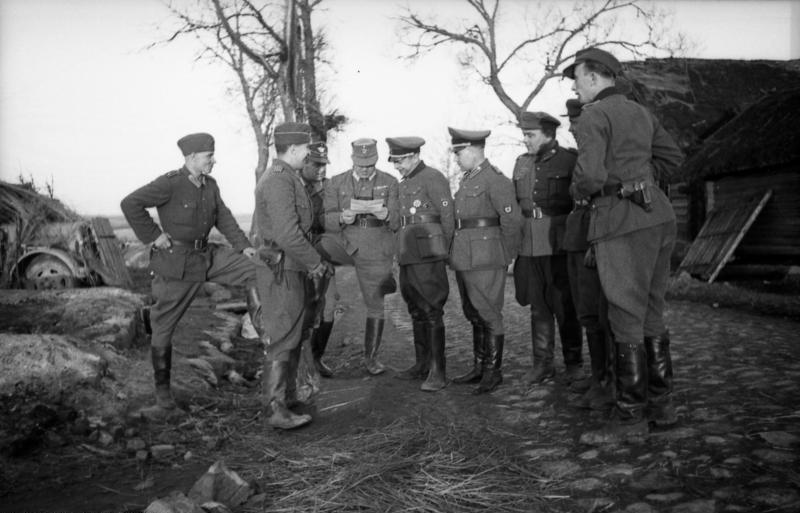
Oddział sił zbrojnych Republiki Łokockiej podczas działań zbrojnych przeciwko sowieckim partyzantom

Istnienie Łokockiego Okręgu Autonomicznego było faktycznie uzależnione od prowadzenia aktywnej walki z partyzantką sowiecką, dlatego formowanie własnej siły zbrojnej stało się głównym celem Bronisława Kaminskiego. Zimą 1942 r. liczebność oddziałów samoobrony, zwących się milicją ludową, osiągnęła liczbę ponad 1600 ludzi, zgrupowanych w cztery bataliony. Po utworzeniu władz okręgowych w lipcu 1942 powołano w ich składzie referat wojskowy z sekcją mobilizacyjną, który miał za zadanie przede wszystkim prowadzenie szkoleń członków milicji ludowej. Jesienią 1942 Kaminski ogłosił powszechną mobilizację mężczyzn urodzonych w latach 1922–1925. Funkcje dowódcze w RONA objęli byli oficerowie Armii Czerwonej, zwolnieni z niemieckiej niewoli. Formacja ta osiągnęła liczebność ok. 20 tys. żołnierzy podzielonych na pięć pułków strzeleckich w sile czternastu batalionów i mniejszych pododdziałów. Pomimo faktu, że wyszkolenie i dyscyplina wojskowa, a także wyposażenie oddziałów pozostawiały wiele do życzenia, RONA z reguły odnosiła sukcesy w ciągłych walkach z sowiecką partyzantką. Pomimo różnych incydentów, stosunki z okupantami kształtowały się na zasadach autonomicznych, do tego wręcz stopnia, że kiedy latem 1942 doszło do grabieży w jednym z młynów w Łokoci, zakończonej zabójstwem przez dwóch niemieckich wojskowych osoby tam pracującej, Bronisław Kaminski zdołał wymusić na Niemcach osądzenie ich na karę śmierci, a następnie wykonanie jej publicznie na głównym placu miasteczka.
W sierpniu 1943 Armia Czerwona przerwała front na odcinku Orzeł – Kursk, co doprowadziło do tego, że ofensywa sowiecka wkrótce dotarła do wschodnich granic Łokockiego Okręgu Autonomicznego. W tej sytuacji siewskie zgrupowanie RONA w składzie 4. i 5. Pułków zmuszone zostało do przeciwstawienia się czerwonoarmistom wraz z wojskami niemieckimi i węgierskimi. Przeznaczone do zwalczania partyzantki oddziały RONA poniosły wielkie straty (część żołnierzy zdezerterowała na sowiecką stronę), aczkolwiek udało im się pomimo tego doprowadzić do pewnych strat po stronie Armii Czerwonej. Wiadomo, że na jednym z odcinków frontu podkomendni Kaminskiego zniszczyli kilka sowieckich czołgów, zdobywając 4 moździerze, kilkanaście karabinów maszynowych i ok. 70 karabinów ręcznych. Najbardziej zawzięte walki miały miejsce na początku sierpnia 1943 r. w rejonie Siewska. Obronę miasta prowadziły 10. i 14. Bataliony 4. Pułku RONA wraz z baterią artylerii i dwoma osłabionymi batalionami węgierskiej 108. Dywizji Lekkiej oraz resztkami niemieckiego 459. Pułku Piechoty 251. Dywizji Piechoty. Tak więc główny ciężar walk obronnych spadł na barki ronowców. Wobec przygniatającej przewagi Armii Czerwonej miasto padło po 8 godzinach wyjątkowo krwawej i ciężkiej walki niemalże o każdy dom. Ci żołnierze RONA, którzy ocaleli w ruinach, a także ranni przebywający w szpitalu polowym, zostali wymordowani.

## Upadek
Do sierpnia 1943 trwało opanowywanie przez wojska radzieckie całego terytorium Łokockiego Okręgu Autonomicznego. W tym czasie Kaminskiemu przy pomocy Niemców udało się zorganizować ewakuację dużej części żołnierzy RONA i ludności cywilnej wraz z dobytkiem w rejon miasta Lepel na okupowanej Białorusi. Wczesną jesienią 1943 rozśrodkowano ich w pięciu rejonach obwodu witebskiego na tyłach Grupy Armii „Środek”. Dowódca RONA próbował tam zorganizować organizm administracyjny na wzór Republiki Łokockiej, ale uniemożliwiał mu to bardzo mocny opór miejscowej partyzantki (o wiele silniejszej, niż na poprzednim terytorium), a także parcie na zachód Armii Czerwonej. Doprowadziło to do kolejnej ewakuacji ronowców, najpierw na Podlasie, a potem w okolice Częstochowy, gdzie pod koniec lipca 1944 zostali włączeni w skład Waffen-SS jako Brygada Szturmowa SS „RONA”. Po wybuchu powstania warszawskiego Niemcy wydzielili do jego spacyfikowania pułk szturmowy RONA w sile ok. 1700 żołnierzy. Od 4 sierpnia 1944 brali oni udział w krwawych walkach w Warszawie, zapisując się wyjątkową brutalnością i licznymi zbrodniami na powstańcach i ludności cywilnej. Pod koniec sierpnia silnie osłabiony pułk RONA został przeniesiony do Puszczy Kampinoskiej, gdzie w pierwszych dniach września poniósł kolejne straty. W tym czasie Bronisław Kaminski, odznaczony przez Niemców Krzyżami Żelaznymi II i I klasy za sukcesy w walkach z partyzantami na Białorusi, udał się z kilkoma swoimi podkomendnymi do Łodzi. Po drodze został jednak zabity w niewyjaśnionych okolicznościach. Jego dywizja w listopadzie 1944 została przeniesiona na poligon wojskowy w Münsingen w Wirtembergii, gdzie po rozformowaniu weszła w skład nowo utworzonej 1. Dywizji Sił Zbrojnych Komitetu Wyzwolenia Narodów Rosji.
Ostatnim akordem historii Łokockiego Okręgu Autonomicznego była działalność antysowieckich oddziałów partyzanckich na obszarze Briańszczyzny, utworzonych przez byłych członków RONA. Część z nich została na miejscu po wkroczeniu Armii Czerwonej, inni zaś powrócili tam z Białorusi. Najbardziej znanym był oddział G.J. Chomutowa, który podczas okupacji niemieckiej kierował organizacją młodzieżową w Republice Łokockiej. Pod koniec 1944 oddział został rozbity, zaś dowódca schwytany. Ostatni antykomunistyczny oddział byłych ronowców został zniszczony przez siły podlegające MGB dopiero w 1951, we wsi Łagieriewka w rejonie komaryczskim.
W latach powojennych władze ZSRR zorganizowały kilka procesów byłych podkomendnych Kaminskiego. Miały one propagandowy charakter, za każdym razem kończąc się wyrokami śmierci lub długoletnich łagrów.